# Relaciones México-Mongolia
Las naciones de México y Mongolia establecieron relaciones diplomáticas en 1975. Ambas naciones son miembros  del Foro de Cooperación de Asia Oriental y América Latina y de las Naciones Unidas.

## Historia
El 24 de septiembre de 1975 México y Mongolia establecieron relaciones diplomáticas. Al principio, las relaciones entre ambas naciones se llevaron a cabo a través de foros multilaterales, como en las Naciones Unidas. En octubre de 2001, el presidente mexicano Vicente Fox realizó una visita oficial a Mongolia, donde se reunió con el presidente mongol Natsagiin Bagabandi. Durante la visita, ambas naciones firmaron dos acuerdos bilaterales y discutieron una expansión de la cooperación bilateral.
En mayo de 2007, el Viceministro de Relaciones Exteriores de Mongolia Bekhbat Khasbazaryn visitó México y mencionó el interés de su país en que los inversionistas mexicanos aprovechen las oportunidades que ofrece Mongolia. También destacó la necesidad de explorar nuevos esquemas destinados a fortalecer la cooperación bilateral en los sectores de comercio e inversión, especialmente en minería. En septiembre de 2016, el presidente mongol Tsajiaguiin Elbegdorzh, llegó a México en una visita privada donde realizó un recorrido por las ruinas de Teotihuacán y se reunió con el presidente del Consejo de Amistad México-Mongolia.<
En enero de 2011, una delegación de México, encabezada por el senador Carlos Jiménez Macías, asistió al Foro Parlamentario de Asia y el Pacífico que se celebró en Ulán Bator. Durante la visita, la delegación mexicana se reunió con el presidente del Gran Jural del Estado, Damdiny Demberel, donde discutieron varios temas bilaterales. En 2015, ambas naciones celebraron 40 años de relaciones diplomáticas.
En abril de 2023 ambas naciones celebraron su primera reunión bilateral del mecanismo de consultas políticas.

## Visitas de alto nivel
Visitas de alto nivel de México a Mongolia
- Presidente Vicente Fox (2001)
- Senador Carlos Jiménez Macías (2011)

Visitas de alto nivel de Mongolia a México
- Presidente del Parlamento Lkhamsuren Enebish (2001)
- Viceministro de Relaciones Exteriores Bekhbat Khasbazaryn (2007)
- Presidente Tsajiaguiin Elbegdorzh (2016)

## Acuerdos bilaterales
Ambas naciones han firmado algunos acuerdos bilaterales, como un Acuerdo sobre intercambios culturales (1985); Memorando de Entendimiento para el Establecimiento de un Mecanismo de Consulta de Políticas entre ambas naciones (2001) y un Acuerdo para la Supresión de Visas en Pasaportes Diplomáticos y Oficiales (2001).

## Comercio
En 2023, el comercio entre México y Mongolia ascendió a $1.5 millones de dólares. Las principales exportaciones de México a Mongolia incluyen: chocolate, productos de pastelería, refrigeradores, máquinas de procesamiento de datos y medicamentos. Las principales exportaciones de Mongolia a México incluyen: ropa (jerseys/suéteres), resistencias eléctricas, ejes y manivelas, e instrumentos y aparatos para máquinas.

## Misiones diplomáticas
- México está acreditado a Mongolia a través de su embajada en Seúl, Corea del Sur y mantiene un consulado honorario en Ulán Bator.[10]
- Mongolia está acreditada a México a través de su embajada en Washington D. C., Estados Unidos.[11]